# Archivo de Derechos Humanos en Chile
Archivo de Derechos Humanos de Chile es un archivo documental con información sobre las violaciones a los derechos humanos durante la dictadura militar chilena. Fue postulado y aprobado para conformar el Registro de la Memoria del Mundo de la Unesco en agosto de 2003. El archivo ha sido utilizado como medio de prueba en causas sobre derechos humanos.

## Patrimonio del archivo
El archivo contiene alrededor de mil fotografías sobre detenidos desaparecidos, además de material audiovisual y de prensa publicado entre 1973 y 1995 sobre las violaciones a los derechos humanos cometidas durante el régimen de Augusto Pinochet. También incluye las ediciones del noticiero Teleanálisis.
Los registros que conforman el archivo pertenecen a ocho instituciones:
- Agrupación de Familiares de Detenidos Desaparecidos (AFDD)
- Corporación de Promoción y Defensa de los Derechos del Pueblo (Codepu)
- Vicaría de la Solidaridad
- Corporación Justicia y Democracia
- Fundación de Ayuda Social de las Iglesias Cristianas (Fasic)
- Fundación para la Protección de la Infancia Víctima de los Estados de Emergencia (Pidee)
- Comisión Chilena de Derechos Humanos
- Teleanálisis